# Nils-Olof Lindner
Nils-Olof Lindner, född den 9 december 1922 i Stockholm, död den 4 maj 2007 i Viken, var en svensk militär.
Lindner avlade studentexamen 1942 och officersexamen 1945. Han blev fänrik vid Skånska kavalleriregementet 1945 och löjtnant 1947. Lindner genomgick Krigshögskolan 1955–1957 och Försvarshögskolan 1968–1969. Han blev ryttmästare vid Livregementets husarer 1956, var stabschef i Förenta Nationernas bataljon i Gazaremsan 1957–1958, blev kapten vid generalstabskåren 1960 samt var sektionschef militärbefälhavarstaben i Boden 1959–1963. Lindner befordrades till major vid Skaraborgs regemente 1963, till överstelöjtnant vid generalstabskåren 1966, till överste i trängtrupperna 1971 och till överste av första graden 1977. Han var sektionschef inom Övre Norrlands militärområdesstab 1966–1971, chef för Skånska trängregementet 1971–1977, arméinspektör vid Nedre Norrlands militärområde 1977–1980, militärområdesinspektör vid Södra militärområdet 1980–1983, varefter han 1983 övergick till Södra militärområdets reserv. Lindner blev riddare av Svärdsorden 1964. Han vilar på Munka Ljungby kyrkogård.